# Bernadett Petri
Bernadett Petri (maďarsky Petri Bernadett; * Székesfehérvár) je maďarská pedagožka, právnička, psycholožka a pravicová politička, od roku 2024 ministerská zmocněnkyně odpovědná za koordinaci využívání přímých fondů EU na Ministerstvu veřejné správy a územního rozvoje.

## Biografie
V roce 2000 odmaturovala na Ciszterci Szent István Gimnázium, poté studovala právo na Katolické univerzitě Petra Pázmánye, které absolvovala v roce 2005. Roku 2008 složila odbornou právnickou zkoušku, přičemž v letech 2007 až 2010 studovala anglosaské a evropské právo na Univerzitě v Cambridgi ve Spojeném království. V roce 2022 dokončila studium psychologie na Univerzitě v Pětikostelí.
Vedle rodné maďarštiny hovoří také anglicky, francouzsky, italsky a německy.
Je spoluautorkou knihy A népszerűség átka z roku 2023.

### Politická kariéra
Od roku 2009 působila jako asistentka strany Fidesz – Maďarská občanská unie v Evropském parlamentu. V letech 2019 až 2023 byla poradkyní maďarských europoslanců József Szájer a Ernő Schaller-Baross. Od 1. ledna 2024 působí jako ministerská zmocněnkyně odpovědná za koordinaci využívání přímých fondů EU na maďarském Ministerstvu veřejné správy a územního rozvoje.
Ve volbách do Evropského parlamentu v roce 2024 kandidovala na 13. místě kandidátní listiny pravicové koalice Fidesz–KDNP.